# Élections législatives de 2012 dans l'Ardèche
Les élections législatives françaises de 2012 se déroulent les 10 et 17 juin 2012. Dans le département de l'Ardèche, non concerné par le redécoupage électoral, trois députés sont à élire dans le cadre de trois circonscriptions.

## Élus
| Circonscription | Député sortant    | Parti | Parti | Groupe | Député élu ou réélu | Parti | Parti | Groupe |
| --------------- | ----------------- | ----- | ----- | ------ | ------------------- | ----- | ----- | ------ |
| 1re             | Pascal Terrasse   |       | PS    | SRC    | Pascal Terrasse     |       | PS    | SRC    |
| 2e              | Olivier Dussopt   |       | PS    | SRC    | Olivier Dussopt     |       | PS    | SRC    |
| 3e              | Jean-Claude Flory |       | UMP   | UMP    | Sabine Buis         |       | PS    | SRC    |

## Résultats

### Analyse
Comme en 1997, la gauche remporte tous les sièges de l'Ardèche. Sont réélus les deux députés socialistes sortants : Pascal Terrasse, président du conseil général, dans la circonscription de Privas, et Olivier Dussopt, qui avait repris à la droite celle de Tournon-Annonay en 2007. Le député UMP sortant Jean-Claude Flory, invaincu depuis 2002, quant à lui, est battu par la candidate PS Sabine Buis dans le secteur d'Aubenas au sud. 

### Résultats à l'échelle du département
| Parti          | Parti                                | Premier tour | Premier tour | Second tour | Second tour | Sièges |
| Parti          | Parti                                | Voix         | %            | Voix        | %           | Sièges |
| -------------- | ------------------------------------ | ------------ | ------------ | ----------- | ----------- | ------ |
|                | Parti socialiste                     | 59 488       | 39,43        | 82 107      | 56,54       | 3      |
|                | Europe Écologie Les Verts            | 6 465        | 4,29         |             |             | 0      |
|                | Majorité présidentielle              | 65 953       | 43,72        | 82 107      | 56,54       | 3      |
|                |                                      |              |              |             |             |        |
|                | Union pour un mouvement populaire    | 37 471       | 24,84        | 49 656      | 34,19       | 0      |
|                | Parti chrétien-démocrate             | 7 046        | 4,67         |             |             | 0      |
|                | Divers droite                        | 649          | 0,43         | 0           |             |        |
|                | Debout la République                 | 317          | 0,21         | 0           |             |        |
|                | Droite parlementaire                 | 45 483       | 30,15        | 49 656      | 34,19       | 0      |
|                |                                      |              |              |             |             |        |
|                | Front national                       | 22 514       | 14,92        | 13 463      | 9,27        | 0      |
|                | Front de gauche                      | 11 174       | 7,41         |             |             | 0      |
|                | Mouvement démocrate                  | 2 942        | 1,95         | 0           |             |        |
|                | Extrême gauche dont LO, NPA et POI   | 1 854        | 1,23         | 0           |             |        |
|                | Divers écologiste dont LT-LNÉ et AÉI | 938          | 0,62         | 0           |             |        |
|                | Divers                               | 2            | 0,00         | 0           |             |        |
|                |                                      |              |              |             |             |        |
| Inscrits       | Inscrits                             | 243 646      | 100,00       | 243 521     | 100,00      | 3      |
| Abstentions    | Abstentions                          | 90 207       | 37,02        | 92 300      | 37,9        |        |
| Votants        | Votants                              | 153 439      | 62,98        | 151 221     | 62,1        |        |
| Blancs et nuls | Blancs et nuls                       | 2 579        | 1,68         | 5 995       | 3,96        |        |
| Exprimés       | Exprimés                             | 150 860      | 98,32        | 145 226     | 96,04       |        |

### Résultats par circonscription

#### Première circonscription (Privas)
|                | Pascal Terrasse sortant réélu | PS             | 20 381 | 45,13  | 27 581 | 67,20  |  |  |  |  |  |
|                | Christian Grangis             | RBM (FN)       | 9 123  | 20,20  | 13 463 | 32,80  |  |  |  |  |  |
|                | Guérin de Longevialle         | PCD (UMP)      | 7 046  | 15,60  |        |        |  |  |  |  |  |
|                | François Jacquart             | FG (PCF) (GU)  | 4 269  | 9,45   |        |        |  |  |  |  |  |
|                | Stéphane Oriol                | EÉLV           | 2 030  | 4,50   |        |        |  |  |  |  |  |
|                | André Dupont                  | CpF (MoDem)    | 1 404  | 3,11   |        |        |  |  |  |  |  |
|                | Gilles Bas                    | AÉI            | 388    | 0,86   |        |        |  |  |  |  |  |
|                | Patricia Soncini-Syren        | NPA            | 292    | 0,65   |        |        |  |  |  |  |  |
|                | Muriel Vander Donckt          | LO             | 225    | 0,50   |        |        |  |  |  |  |  |
|                | François Martigny             | RIC            | 1      | 0,00   |        |        |  |  |  |  |  |
|                |                               |                |        |        |        |        |  |  |  |  |  |
| Inscrits       | Inscrits                      | Inscrits       | 76 645 | 100,00 | 76 625 | 100,00 |  |  |  |  |  |
| Abstentions    | Abstentions                   | Abstentions    | 30 240 | 39,45  | 32 153 | 41,96  |  |  |  |  |  |
| Votants        | Votants                       | Votants        | 46 405 | 60,55  | 44 472 | 58,04  |  |  |  |  |  |
| Blancs et nuls | Blancs et nuls                | Blancs et nuls | 1 246  | 2,69   | 3 428  | 7,71   |  |  |  |  |  |
| Exprimés       | Exprimés                      | Exprimés       | 45 159 | 97,31  | 41 044 | 92,29  |  |  |  |  |  |

#### Deuxième circonscription (Annonay)
| Candidat       | Candidat                      | Parti          | Premier tour | Premier tour | Second tour | Second tour |  |
| Candidat       | Candidat                      | Parti          | Voix         | %            | Voix        | %           |  |
| -------------- | ----------------------------- | -------------- | ------------ | ------------ | ----------- | ----------- |  |
|                | Olivier Dussopt sortant réélu | PS             | 22 629       | 40,29        | 28 990      | 53,35       |  |
|                | Mathieu Darnaud               | UMP            | 19 029       | 33,88        | 25 347      | 46,65       |  |
|                | Véronique Gathercole          | RBM (FN)       | 7 583        | 13,50        |             |             |  |
|                | Myriam Normand                | FG (PCF) (PG)  | 2 368        | 4,22         |             |             |  |
|                | Justine Arnaud                | EÉLV           | 1 907        | 3,40         |             |             |  |
|                | Claude Escande                | CpF (MoDem)    | 948          | 1,69         |             |             |  |
|                | Raphaël Nogier                | Divers droite  | 377          | 0,67         |             |             |  |
|                | Brigitte Tussau               | LT-LNÉ         | 342          | 0,61         |             |             |  |
|                | Anne-Laure Le Grand           | DLR            | 317          | 0,56         |             |             |  |
|                | Pascal Guion                  | SÉGA-MOC (NPA) | 271          | 0,48         |             |             |  |
|                | Jackie Durand                 | AÉI            | 208          | 0,37         |             |             |  |
|                | Christophe Marchisio          | LO             | 179          | 0,32         |             |             |  |
|                | Gabriel Bardonnet             | RIC            | 1            | 0,00         |             |             |  |
|                |                               |                |              |              |             |             |  |
| Inscrits       | Inscrits                      | Inscrits       | 90 928       | 100,00       | 90 825      | 100,00      |  |
| Abstentions    | Abstentions                   | Abstentions    | 34 019       | 37,41        | 35 153      | 38,7        |  |
| Votants        | Votants                       | Votants        | 56 909       | 62,59        | 55 672      | 61,3        |  |
| Blancs et nuls | Blancs et nuls                | Blancs et nuls | 750          | 1,32         | 1 335       | 2,4         |  |
| Exprimés       | Exprimés                      | Exprimés       | 56 159       | 98,68        | 54 337      | 97,6        |  |

#### Troisième circonscription (Aubenas)
| Candidat       | Candidat                  | Parti          | Premier tour | Premier tour | Second tour | Second tour |  |
| Candidat       | Candidat                  | Parti          | Voix         | %            | Voix        | %           |  |
| -------------- | ------------------------- | -------------- | ------------ | ------------ | ----------- | ----------- |  |
|                | Jean-Claude Flory sortant | UMP            | 18 442       | 37,22        | 24 309      | 48,77       |  |
|                | Sabine Buis élue          | PS             | 16 478       | 33,26        | 25 536      | 51,23       |  |
|                | Isabelle Ciet-François    | RBM (FN)       | 5 808        | 11,72        |             |             |  |
|                | Véronique Louis           | FG (PG) (PCF)  | 4 537        | 9,16         |             |             |  |
|                | Magalie Margotton         | EÉLV           | 2 528        | 5,10         |             |             |  |
|                | Roger Kappel              | CpF (MoDem)    | 590          | 1,19         |             |             |  |
|                | Richard Neuville          | SÉGA-ALT (NPA) | 474          | 0,96         |             |             |  |
|                | Alain Chalvet             | DLR            | 272          | 0,55         |             |             |  |
|                | Michel Sabatier           | POI            | 251          | 0,51         |             |             |  |
|                | Béatrice Cauvin           | LO             | 162          | 0,33         |             |             |  |
|                |                           |                |              |              |             |             |  |
| Inscrits       | Inscrits                  | Inscrits       | 76 073       | 100,00       | 76 071      | 100,00      |  |
| Abstentions    | Abstentions               | Abstentions    | 25 948       | 34,11        | 24 994      | 32,86       |  |
| Votants        | Votants                   | Votants        | 50 125       | 65,89        | 51 077      | 67,14       |  |
| Blancs et nuls | Blancs et nuls            | Blancs et nuls | 583          | 1,16         | 1 232       | 2,41        |  |
| Exprimés       | Exprimés                  | Exprimés       | 49 542       | 98,84        | 49 845      | 97,59       |  |

## Résultats de l'élection présidentielle de 2012 par circonscription
| Circonscriptions | François Hollande | Nicolas Sarkozy | Député(e)         | Groupe | Groupe |
| ---------------- | ----------------- | --------------- | ----------------- | ------ | ------ |
| 1re              | 55,23 %           | 44,77 %         | Pascal Terrasse   |        | SRC    |
| 2e               | 49,88 %           | 50,12 %         | Olivier Dussopt   |        | SRC    |
| 3e               | 55,95 %           | 44,05 %         | Jean-Claude Flory |        | UMP    |